# Bogusława Elżbieta Urbaniak
Bogusława Elżbieta Urbaniak (ur. 13 maja 1949 w Łodzi) – polska ekonomistka, profesor doktor habilitowana.

## Życiorys
Studia na kierunku ekonomika przemysłu, na Wydziale Ekonomiczno-Socjologicznym Uniwersytetu Łódzkiego ukończyła w 1971.
Doktoryzowała się w 1980, na podstawie pracy: „Ekonomiczne konsekwencje absencji tkaczy w przemyśle bawełnianym”. Stopień doktora habilitowanego uzyskała w 1998, na Wydziale Ekonomiczno-Socjologicznym Uniwersytetu Łódzkiego, na podstawie rozprawy: „Praca zawodowa po przejściu na emeryturę. Społeczno-ekonomiczne przesłanki powrotu emerytów do aktywnego życia zawodowego”. W 2018 otrzymała tytuł profesora nauk ekonomicznych.
Pracę na Uniwersytecie Łódzkim podjęła w 1971. Pełniła m.in. funkcje kierownika Katedry Pracy i Polityki Społecznej oraz dyrektora Instytutu Logistyki i Informatyki na Wydziale Ekonomiczno-Socjologicznym Uniwersytetu Łódzkiego.
Zajmuje się ekonomiką rynku pracy, polityką społeczną i zarządzaniem zasobami ludzkimi. W badaniach koncentruje się na uwarunkowaniach aktywności osób starszych, ze szczególnym uwzględnieniem ich aktywności zawodowej. Jest autorką ponad 240 publikacji.
Jest członkiem z wyboru Komitetu Nauk o Pracy i Polityce Społecznej Polskiej Akademii Nauk w kadencji 2020–2023, oraz po wyborach w 2023 na kadencję 2024–2028, należy do Polskiego Towarzystwa Polityki Społecznej, Polskiego Towarzystwa Gerontologicznego, jest członkiem zarządu i przewodniczącą Wydziału II Łódzkiego Towarzystwa Naukowego.

## Odznaczenia
- Srebrny Krzyż Zasługi, 2003[14]
- Medal Komisji Edukacji Narodowej, 2002
- Medal im. profesora Wacława Szuberta, 2018[15]